# Wayne Newton
 Der er for få eller ingen kildehenvisninger i denne artikel, hvilket er et problem. Du kan hjælpe ved at angive troværdige kilder til de påstande, som fremføres i artiklen.

Carson Wayne Newton (født 3. april 1942 i Virginia) er en amerikansk sanger og entertainer, der gennem sin karriere på mere end 40 år har gennemført flere end 25.000 koncerter, primært i Las Vegas, der har givet ham kælenavnet Mr. Las Vegas. Han har også medvirket i flere spillefilm, heriblandt James Bond filmen Licence to Kill fra 1989 og Fars fede Las Vegas ferie, hvor han spiller sig selv. Han har været gift flere gange og har to døtre.
Newton har bl.a. indspillet "Fool", en komposition af Carl Sigman og James Last. Sangen "Danke Schoen", på engelsk af Milt Gabler, blev benyttet i filmen En vild pjækkedag.
I 1976 fik Newton en stjerne på Hollywood Walk of Fame og i 2004 på Las Vegas Walk of Stars.